# عمر الأزرق (فلم)
فيلم مصري من إنتاج عام 2017 بطولة نضال الشافعي، زكي فطين عبد الوهاب، صبري عبد المنعم، نهال عنبر تأليف عمرو فهمي وإنتاج يأسر أبو مهند ويعتبر ثان بطولات الممثل المصري نضال الشافعي بعد فيلم يا أنا يا هوه

## ملخص الفيلم
تدور أحداث الفيلم حول تاجر مخدرات ورحلته الطويلة في عالم المخدرات حتى بات من كبار التجار، وبات له أعداء كثر في السوق، ويقرر عدد من التجار المتنافسين التكتل للقضاء عليه، فيقرر التاجر الهرب من هذا الفخ الذي ينصب له.

## الأبطال
- نضال الشافعي:عمر الأزرق
- هبة عبد العزيز:ماجي
- زكي فطين عبد الوهاب:رشدي
- محمد سليمان:رائد / سالم عبد الله
- نهال عنبر:أم عمر
- صبري عبد المنعم :سعد الأزرق
- ياسر علي ماهر:فريد
- عبد الظاهر لبيب:المعلم سعيد الدقاق
- مراد فكري صادق:أروبا
- مي علي:صافي
- مجدي إدريس:المعلم خميس

بالأشتراك مع:- حاتم جميل- كاريمان مهدي:دينا- محمد طه- عبد السلام الدهشان:ناجي- محمود السنطي- حمادة الخطيري- أحمد عادل:علي- محمد صلاح- وحيد العمدة- حمدي الشريف:عمر الأزرق صغيراً- يارا ايهاب:طفلة- فرح عادل:طفلة- أحمد منير:الضابط منصور
- أغنية:على وضعك يا كبير:كواكب :راقصة - هدى :مطربة
- أغنية منطقتنا: سهر:راقصة - نجوان:مطربة